# اپلتون (نیویورک)
اپلتون (به انگلیسی: Appleton) یک منطقهٔ مسکونی در ایالات متحده آمریکا است که در شهرستان نیاگارا، نیویورک واقع شده است. اپلتون ۱۰۳٫۰۲ متر بالاتر از سطح دریا واقع شده است.